# 비엘룬군

우치주 지도에 표시된 비엘룬군의 위치

비엘룬군(폴란드어: powiat wieluński)은 폴란드 우치주에 위치한 군으로 군청 소재지는 비엘룬이며 면적은 927.69km2, 인구는 78,260명(2006년 기준), 인구 밀도는 84명/km2이다.
북쪽으로는 시에라츠군, 북동쪽으로는 와스크군, 동쪽으로는 베우하투프군, 파옝치노군, 남동쪽으로는 실롱스크주 크워부츠크군, 남쪽으로는 오폴레주 올레스노군, 서쪽으로는 비에루슈프군과 접한다. 10개 지방 자치체(1개 도시형 농촌, 9개 농촌)를 관할한다.

군기
군 문장